# A-120
La carretera A-120 pertenece a la red de carreteras autonómicas de Aragón. Tiene una longitud aproximada de 6,576 km. Une el Aeropuerto de Zaragoza con la  Z-40  a la altura de Arcosur a través de PLAZA, Plaza Imperial y la Feria de Muestras.
El primer kilómetro y los tres últimos de la A-120 son de un carril por sentido, limitados a 70km/h y 90km/h respectivamente. El resto del trazado es de doble carril.
Hasta el año 2013 la carretera solo llegaba hasta la rotonda de la Feria de Muestras, cuando se inauguró el nuevo tramo hasta la  Z-40  para descongestionar la salida de vehículos en la rotonda de acceso a Plaza Imperial.